# Haliclona (Rhizoniera) rosea
Haliclona (Rhizoniera) rosea is een sponssoort in de taxonomische indeling van de gewone sponzen (Demospongiae). De spons behoort tot het geslacht Haliclona en tot de familie Chalinidae. De wetenschappelijke naam van de soort werd voor het eerst geldig gepubliceerd in 1866 door James Scott Bowerbank.

## Kenmerken
Het lichaam van de spons bestaat uit kiezelnaalden en sponginevezels, en is in staat om veel water op te nemen. Het sponslichaam is opgebouwd uit rode buisjes met een lengte van 6 tot 8 cm. Aan de bovenkant van elk buisje bevindt zich het osculum. Het oppervlak bevat vele poriën.

## Verspreiding en leefgebied
Deze soort komt voor in de Middellandse Zee en de Atlantische Oceaan.